# Эндокринопатия
Эндокринопатия — обобщающее понятие для заболеваний, связанных с нарушением деятельности эндокринных желёз. Эти заболевания бывают наследственно обусловленными и приобретёнными. Они могут быть связаны с поражением всех функций эндокринной железы (тотальные) или только с их отдельной частью (парциальные). Различные виды эндокринопатий приводят к дисфункции, гиперфункции или гипофункции эндокринных желёз.
Возможны следующие варианты патогенеза и клинические проявления эндокринопатий:
- Нарушение механизмов центральной регуляции деятельности железы
- Наличие патологического процесса в самой железе (первично-железистый)
- Нарушение периферических (внежелезистых) механизмов активности гормонов